# San Andrés Xecul
San Andrés Xecul est une ville du Guatemala dans le département de Totonicapán, située à douze kilomètres de Quetzaltenango.

## L'église
L’église aux formes rondes est le principal attrait du village. Sa façade, à dominante jaune safran, témoigne du syncrétisme catholique/maya existant au Guatemala. Elle est l'une des plus célèbres du pays.